# Black Dog Barking
 (mai 2013).
Si vous disposez d'ouvrages ou d'articles de référence ou si vous connaissez des sites web de qualité traitant du thème abordé ici, merci de compléter l'article en donnant les références utiles à sa vérifiabilité et en les liant à la section « Notes et références ».
Albums de Airbourne
No Guts. No Glory.
(2010) Breakin' Outta Hell
(2016)
Singles
1. Live It Up
Sortie : 25 mars 2013
2. No One Fits Me (Better Than You)
Sortie : 10 mai 2013

Black Dog Barking est le 3e album studio d'Airbourne sorti après No Guts. No Glory..
Le groupe a travaillé 1 an sur le nouvel album Black Dog Barking, sachant qu'ils en ont aussi un peu profité pour se reposer après la tournée de No Guts. No Glory..
Joel et Ryan étaient à Los Angeles en avril 2012 pour rencontrer des producteurs.
Airbourne était à Los Angeles pour enregistrer Black Dog Barking de mi-octobre à fin décembre 2012.
L'album a été produit par Brian Howes (Hedley, Nickelback...) et l'enregistrement a débuté aux Van Howes Studios (studios du producteur à L.A.).
Ils sont ensuite allés aux Armoury Studios à Vancouver (ex-studio de Bruce Fairbairn) pour terminer l'album courant Janvier (entre le 7 et le 20 janvier environ). Le premier épisode de "Airbourne in the Studio" y est consacré.
L'album se nomme Black Dog Barking, il contient 10 morceaux et est sorti le 20 mai 2013 en Europe et en Australie, et dans le monde entier le 21 mai 2013 sous le label Roadrunner Records au niveau mondial.
Le premier single du nouvel album Black Dog Barking est Live It Up.

## Liste des Titres
| No  | Titre                                                                        | Durée |
| --- | ---------------------------------------------------------------------------- | ----- |
| 1.  | Ready to Rock (Joel O'Keeffe, Ryan O'Keeffe)                                 | 5:24  |
| 2.  | Animalize (Joel O'Keeffe, Ryan O'Keeffe, Kevin Churko)                       | 3:03  |
| 3.  | No One Fits Me (Better Than You) (Joel O'Keeffe, Ryan O'Keeffe, Brian Howes) | 3:06  |
| 4.  | Back in the Game (Joel O'Keeffe, Ryan O'Keeffe, Brian Howes)                 | 3:25  |
| 5.  | Firepower (Joel O'Keeffe, Ryan O'Keeffe, Brian Howes)                        | 2:59  |
| 6.  | Live It Up (Joel O'Keeffe, Ryan O'Keeffe, Brian Howes)                       | 4:26  |
| 7.  | Woman Like That (Joel O'Keeffe, Ryan O'Keeffe, Brian Howes)                  | 3:14  |
| 8.  | Hungry (Joel O'Keeffe, Ryan O'Keeffe)                                        | 2:56  |
| 9.  | Cradle to the Grave (Joel O'Keeffe, Ryan O'Keeffe, Brian Howes)              | 3:22  |
| 10. | Black Dog Barking (Joel O'Keeffe, Ryan O'Keeffe, Brian Howes)                | 2:59  |

| 11. | Jack Attack                           | 2:52 |
| 12. | You Got the Skills (to Pay the Bills) | 3:33 |
| 13. | Party in the Penthouse                | 3:09 |

## Membres
- Joel O'Keeffe - chant, guitare solo
- David Roads - guitare rythmique, chœurs
- Ryan O'Keeffe - batterie
- Justin Street - basse, chœurs

## Source
Fiche complète à propos Black Dog Barking sur Airbourne-France